# Roberto Bompiani
Roberto Bompiani (Roma, 10 febbraio 1821 – Roma, 19 gennaio 1908) è stato un pittore e scultore italiano.
Nato a Roma in un'antica famiglia lì stabilitasi circa un secolo prima, nel 1836 vinse il primo premio a pari merito con Angelo Valeriani fra gli allievi dell'Accademia di San Luca per la seconda classe di disegno.
Nel 1837 vinse il primo premio per la prima classe del disegno, insieme al Valeriani e fu lodato per i Saggi della Scuola Accademica del disegno, inoltre furono lodati i disegni di una testa eseguita dal vero. Nel 1839 vinse il secondo premio fra gli allievi dell'Accademia di San Luca per la Pittura. Nella scuola del nudo fu considerato terzo. Roberto Bompiani era il padre di Clelia e di Augusto, anch'essi pittori.

## Biografia

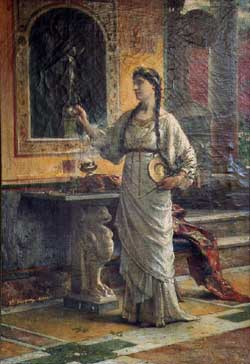
Roberto Bompiani - Figura Pompeiana
(collezione privata)

Nel 1851 all'Esposizione Universale di Londra ottenne una medaglia per lo studio del mosaico in Vaticano, con il ritratto di Bonifacio II, eseguito in mosaico da Giovanni Ubizi. Nel 1851 partecipò al Concorso Clementino-Pellegrini la cui vicenda è molto complessa: il tema della gara pittorica, dal premio particolarmente ricco, verteva su "I tre principi idumei che compiangono Giobbe, mentre la moglie di lui lo schernisce". Nessun pittore partecipò invece al premio in memoria di Clemente XI, perché meno remunerativo. Il Bompiani si classificò secondo in quello Pellegrini, alle spalle di Casimiro De' Rossi, piemontese.

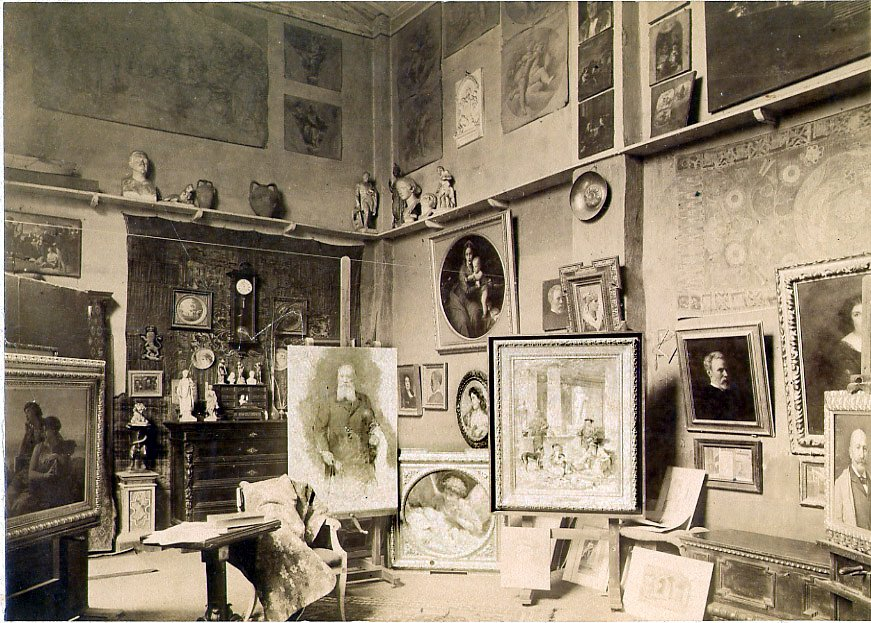
Roberto Bompiani - Foto d'epoca dello studio

L'Accademia però, desiderosa di dare un riconoscimento pubblico all'artista romano decise di offrire a lui il premio Clementino, non distribuito, lasciando l'artista libero di donare la sua opera alle gallerie della Accademia. Bompiani, per non essere vinto in generosità, prontamente donò il suo lavoro. Nel 1855 partecipò con due dipinti: Dante e Virgilio trasportati da Gerione e una Madonna con bambino all'Esposizione Internazionale di Parigi. Nel 1862 venne nominato commissario del governo pontificio presso l'Esposizione di Londra.
Entrò a far parte dell'Accademia di San Luca nel 1864. Nel 1870 nell'ambito dell'incarico ottenuto dai più valenti artisti dimoranti in Roma, per la decorazione di una chiesa a Santiago del Cile, sul tema i "misteri del Rosario", realizzò una pala d'altare: la Coronazione di spine. Fu vicepresidente e poi presidente fino al 1898 e nel 1903 dell'Accademia di San Luca. In particolare nel 1896 fu confermato, con voto unanime dell'Assemblea Generale, nella carica di presidente dell'Accademia di San Luca, nonostante egli avesse dato le dimissioni.
Nel 1896 espose un quadro all'Esposizione Universale di Berlino. Venne insignito della Croce della Legion d'Onore dal governo francese. Fu membro delle Accademie d'arte di Firenze, Perugia e Urbino, dell'Istituto di Francia e dell'Accademia dei Virtuosi al Pantheon e Commendatore della Corona d'Italia. Rivestì alte cariche sotto il governo pontificio che lo nominò perito per la esportazione delle opere d'arte. Fu membro della Commissione archeologica municipale di Roma.
Bompiani morì nel 1908, ricevendo poi sepoltura presso il Cimitero del Verano.

## Alcune sue opere

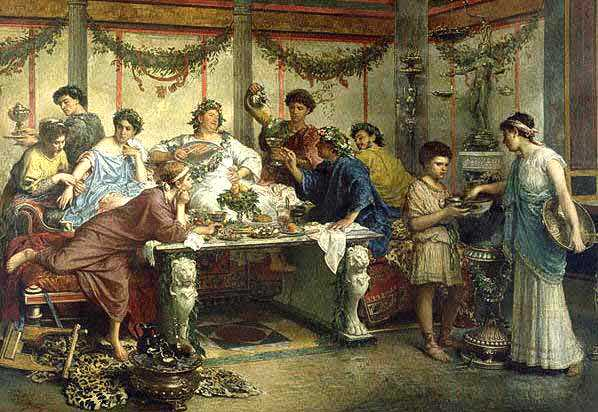
Roberto Bompiani - Il Triclinio
(Getty Museum)

- 1845 - A partire da quest'anno eseguì per la Basilica di San Paolo fuori le mura alcuni ritratti ad olio dei Sommi Pontefici, che vennero successivamente trasposti a mosaico, a sostituire l'antico ciclo distrutto dall'incendio del 1823.
- 1847 - Espone diversi quadri di invenzione: Dante e Virgilio trasportati sulle spalle di Gerione, una Madonna con Bambino, e un quadretto di genere.
- 1854 - Due tele per la villa del Principe Marcantonio Borghese a Nettuno: Il Papa in carrozza ricevuto a Nettuno da Marcantonio Borghese e Pio IX che parla ai membri della famiglia raccolti davanti a un'edicola della Madonna. Dipinse anche L'Oceania (per la sala dei continenti nella villa del principe Borghese ad Anzio e due quadri con la caccia alla volpe.
- 1855 - 15 tele da inviare in Spagna. Cinque sono dedicate ai nuovi beati: Germania Cousin, Giovanni Grande, Giovanni De Britto, Andrea Boboli, e Marianna Parede y Flores (degli ultimi tre anche altre immagini con figure varie); poi un Cuore di Gesù e uno della Vergine; ancora Un uomo morto davanti al Tribunale Divino e L'Arcangelo Michele.
- 1858 - Soffitto della navata centrale di San Lorenzo in Lucina[6]: L'Ascensione di Cristo tra i Santi Lorenzo, Damaso, Lucina e San Francesco Caracciolo. gli episodi della vita di San Francesco Caracciolo nella navata centrale e le effigi dei dieci Santi di cui sono conservate le reliquie.
- 1858 - Su disegni di Nicola Consoni gli oli con Le dodici ore per la sala da ballo di Buckingham Palace.
- 1858 - Inizio degli affreschi per San Paolo fuori le Mura, il soggetto è: Il Profeta Agabo profetizza su San Paolo a Cesarea.
- 1860 - L'affresco Il Martirio di San Privato nella Basilica di Santa Maria in Trastevere.
- 1866 - Scultura in marmo Saffo (Roma, atrio del Palazzo Castellani a Piazza di Trevi) e, fino al 1870 altre sculture: Ruth, oggi in Scozia; La moglie di Lot convertita in sale; una Vita Eterna; due medaglioni per sepolture del Cimitero del Verano; Alessandro che doma Bucefalo; Amore che cerca di ferire; ecc.
- 1866 - Il ritratto della Signora Liverani, premiato a Berlino nello stesso anno e oggi alla Galleria Nazionale d'Arte Moderna. Per la chiesa delle Sante Stigmate di San Francesco in Roma la tela con l'Apparizione di San Francesco ad alcuni membri dell'Arciconfraternita oggi conservato nella segreteria del convento.
- 1870 - Ritratto del Marchese Ferrajoli (Roma - Museo di Roma) e i quadri raffiguranti La Danza e La Tragedia eseguiti per il Teatro dell'Opera di Santiago del Cile. Per la città sudamericana eseguì anche due tele per la Cattedrale, L'ascensione e L'Incoronazione di spine.
- 1870 - Affreschi nei pennacchi della cupola della Cappella del Santissimo Sacramento della Cattedrale veliterna rappresentanti i quattro evangelisti.
- 1872 - Ritratto di Giovan Battista Canevari (Roma, Accademia Nazionale di San Luca).
- 1873 - Il dipinto La Moglie (presentato nello stesso anno all'Esposizione di Vienna).
- 1876 - Con La fanciulla che inghirlanda il busto del padre e Il Flautista (esposti a Filadelfia ha inizio la serie delle cosiddette "Tele Pompeiane". Allo stesso periodo appartengono opere come: Catullo sulle rive del Tevere, L'Affissatore Pompeiano, Il Triclinio, Una partita agli astragali.
- 1877 - Affresco con La morte dei primogeniti in Egitto (Roma, quadriportico del Cimitero monumentale del Verano, Monumento Ripari).
- 1878 - Il Ritratto della Regina Margherita di Savoia (Roma, Palazzo Montecitorio) e la Giuditta che presenterà alla Esposizione Universale di Parigi dello stesso anno, insieme al Ritratto di Signora già premiato a Vienna nel 1873.
- 1880 - Il quadro Il porto di Ripetta (Roma, Consiglio Superiore della Magistratura).
- 1893 - Una Santa Lucia a graffito su fondo oro, (Galleria di Praga).
- 1894 - Il dipinto Donna della antica Pozzuoli (Roma, Ministero della pubblica istruzione).
- 1895 - All'Esposizione degli Amatori e Cultori espone una Salutatio Matutina e l'Angelo Custode.
- 1899 - Una seconda versione del dipinto Salutatio Matutina (Roma, Galleria Nazionale d'Arte Moderna).
- 1901 - Per la cappella della regina Margherita di Savoia nel Palazzo Margherita di Roma, quattro pannelli: una coppia di dipinti con cherubini in volo, e gli arcangeli Gabriele e Raffaele. I pannelli decoravano la porta della cappella e oggi sono conservati nella Canonica della Chiesa dell'Annunziata a Sabaudia.
- 1908 - Un grande dipinto ad olio L'Apoteosi di Saffo rimase incompiuto alla sua morte.

## Bibliografia

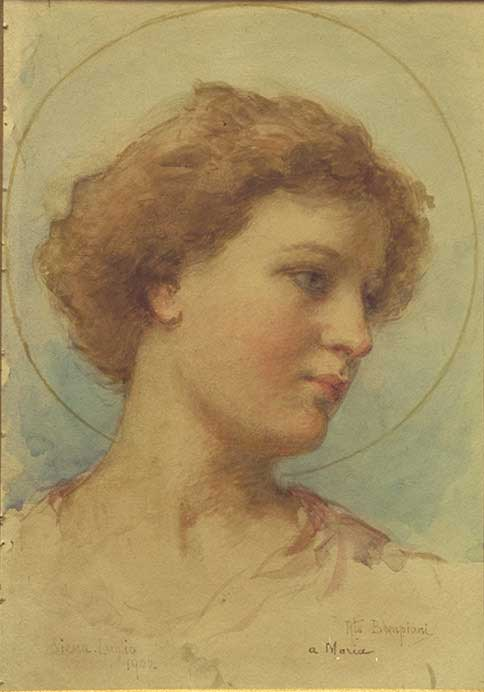
Roberto Bompiani - L'Angelo (1902)
(Collezione privata)